# SCR Hochstädt Wien
Der Sportclub Rasenspieler Hochstädt war ein österreichischer Fußballverein aus dem 20. Wiener Gemeindebezirk Brigittenau. Er existierte von 1903 bis zu seiner Fusion mit dem Brigittenauer AC 1972 zum Brigittenauer AC-Hochstädt. In den 1940er Jahren spielte der Verein zwei Saisonen in der höchsten Spielklasse und erreichte einmal das Halbfinale im österreichischen Pokalwettbewerb, entschwand aber nach dem Abstieg aus der zweiten Liga 1950 zusehend in die Bedeutungslosigkeit. Der Nationalspieler und spätere Teamchef Erich Hof entsprang Anfang der 1950er Jahre der Jugend des Vereins.

## Geschichte
Der SC Hochstädt wurde bereits 1903 gegründet und erreichte 1942 mit dem Aufstieg in die zweite Liga erstmals größere Aufmerksamkeit. Während des Zweiten Weltkrieges ging der Verein eine Spielgemeinschaft mit dem 1. Floridsdorfer Rasenspieler-Sportclub ein, die 1945 in der Vereinigung zum SC Rasenspieler Hochstädt mündete. Der Verein etablierte sich in der zweiten Liga und schaffte in der ersten Nachkriegssaison 1946 den Gewinn der Zweitligameisterschaft deutlich vor Hakoah und dem Landstraßer AC. Es erfolgte aber der umgehende Wiederabstieg. Im Pokal konnte der Verein aber nach Siegen über LASK, SAK 1914 und SK Sturm Graz bis ins Halbfinale vordringen, wo eine 0:7-Niederlage gegen den FK Austria Wien das Ende bedeutete.
1948 sicherte sich der Verein mit einem Punkt Vorsprung vor dem 1. Schwechater SC die Zweitligameisterschaft und den sofortigen Wiederaufstieg. Die erste Liga erwies sich abermals als zu stark für die Brigittenauer – nur ein Sieg in 18 Spielen – und es folgte erneut der Abstieg, denn der punktgleiche SC Rapid Oberlaa hatte ein besseres Torverhältnis. 1950 musste der Verein aufgrund der Einführung der Staatsliga in die dritte Klasse zwangsabsteigen. Der SCR Hochstädt konnte nicht mehr in eine höherklassige Liga zurückkehren. Der SCR fusionierte schließlich 1972 mit dem Bezirksrivalen Brigittenauer AC – in den 1920er und 30er Jahren Erstligist und Pokalfinalist, aber seither selbst nur noch in den unterklassigen Wiener Ligen vertreten – zum Brigittenauer AC-Hochstädt.

## Bekannte Spieler
- Erich Hof (37 Spiele und 28 Tore für Österreich)

## Erfolge
- 2 × Erstligateilnahme: 1947, 1949 (10. Platz)
- 2 × Meister der Zweiten Liga: 1946, 1948
- 1 × Pokalhalbfinale: 1947